# Willem C. Vis International Commercial Arbitration Moot
Der Willem C. Vis International Commercial Arbitration Moot oder kurz Vis Moot ist ein internationaler Moot Court, bei dem handelsrechtliche Fälle vor einem Schiedsgericht simuliert werden. 
Der Vis Moot wurde erstmals 1994 in Wien ausgetragen. Er ist nach Willem Cornelis Vis (1924–1993) benannt, der seinerzeit ein renommierter Experte für internationale Handelsstreitigkeiten und Schiedsverfahren war. Inzwischen nehmen rund 250 Teams aus mehr als 60 Staaten teil. Seit 2003 gibt es eine Schwesterveranstaltung in Hongkong mit dem jeweils gleichen Sachverhalt, weshalb viele Teams an beiden Veranstaltungen nacheinander teilnehmen.
Von den Teams treten jeweils zwei Teilnehmer für den Kläger oder den Beklagten auf, verfassen einsprechende Schriftsätze und verhandeln vor einem dreiköpfigen Schiedsgericht, das aus renommierten Schiedsrichtern, Professoren und Anwälten besteht. Schriftsätze und mündliches Plädoyer werden separat voneinander bewertet und ausschließlich in englischer Sprache verfasst. Nach Einsenden der Schriftsätze nehmen die einzelnen Teams in der Regel an vielen Vorbereitungsveranstaltungen teil, wo sie auch bereits gegen Teams anderer Universitäten antreten.
Inzwischen ist der Vis Moot der weltgrößte und renommierteste zivilrechtliche Moot Court. In den vergangenen Jahren hat sich die Vorbereitung vieler Teams deutlich professionalisiert, was dadurch ermöglicht wird, dass Wirtschaftskanzleien und Unternehmen die Teams finanziell unterstützen.

## Belege
1. ↑  Willem C. Vis International Commercial Arbitration Moot. Cisg.law.pace.edu, 15. Juli 2016, abgerufen am 15. Juli 2016 (englisch).
2. ↑  Willem C. Vis International Commercial Arbitration Moot Court. Juristische Fakultät der Ruhr-Universität Bochum, 23. Februar 2018, abgerufen am 23. Februar 2018.
3. ↑  Willem C. Vis International Commercial Arbitration Moot. Universität Heidelberg, 23. Februar 2018, abgerufen am 23. Februar 2018.